# František Karel Habsbursko-Lotrinský
František Karel Josef Habsbursko-Lotrinský (7. nebo 17. prosince 1802, Vídeň – 8. březen 1878 tamtéž) byl rakouský arcivévoda a otec rakouského císaře Františka Josefa I.

## Původ
Šlo o druhorozeného syna císaře Svaté říše římské Františka II. (1768–1835), který je spíše znám jako rakouský císař František I., a jeho druhé manželky, princezny Marie Terezy Neapolsko-Sicilské (1772–1807).
Oba rodiče byli dětmi potomků Marie Terezie, František I. se narodil jako syn Leopolda II. a Marie Tereza byla dcerou Marie Karolíny.

## Sňatek
V zájmu zachování vládnoucí dynastie v přímé linii, protože starší bratr Františka Karla nemohl mít potomky, bylo nutné, aby se pro něj našla vhodná nevěsta. Bavorský král Maxmilián I. Josef měl hned několik krásných dcer, z nichž jedna už byla rakouskou císařovnou (Karolína Augusta jako manželka Františka I.).
Volba padla na Žofii Frederiku, druhou nejmladší žijící dceru Maxmiliána a jeho druhé ženy, Karolíny Bádenské. Františka Karla rozhodně nepředcházela pověst krasavce a jeho budoucí ženu více lákala vyhlídka stát se císařovnou, než jeho manželkou. Dne 4. listopadu 1824 se František Karel ve Vídni s bavorskou princeznou Žofií (1805–1872) oženil.

## Život
Arcivévoda František Karel v dějinách Habsburské monarchie nehrál významnější roli, byl pouze synem a bratrem rakouského císaře a později se stal otcem dalšího rakouského císaře.
V dětství se o něm uvažovalo jako o možném budoucím následníkovi, protože jistou dobu panovaly obavy, zdali se jeho ve vývoji opožděný bratr Ferdinand bude moci ujmout vlády. Později se ale ukázalo, že tyto obavy byly liché. Za bratrovy vlády se František Karel účastnil zasedání státní rady a po jeho smrti se měl stát dalším rakouským císařem, protože Ferdinand nemohl mít děti. On sám nebyl nijak pronikavě inteligentní a už od počátku manželství s Žofií bylo jasné, že v rodině bude „nosit kalhoty“ ona, což se později, za revoluce roku 1848 i za vlády jejich syna Františka Josefa I., potvrdilo.
Po bratrově abdikaci na rakouský trůn se pod Žofiiným vlivem 2. prosince 1848 vzdal trůnu ve prospěch syna Františka Josefa.
František Karel se velmi zajímal o kulturu a umění. Často vystupoval jako patron umění a na jeho počest je v Linci po něm pojmenováno proslulé muzeum, Francisco-Carolinum.
Zemřel ve Vídni roku 1878, pravděpodobně na rakovinu střev. Přežil jak svou ženu, která zemřela v roce 1872, tak všechny své sestry. Jako poslednímu z Habsburků bylo po jeho smrti srdce uloženo do stříbrného poháru v kostele Augustiniánů, vnitřnosti do měděné schráně v chrámu sv. Štěpána a tělo do kapucínské krypty ve Vídni.

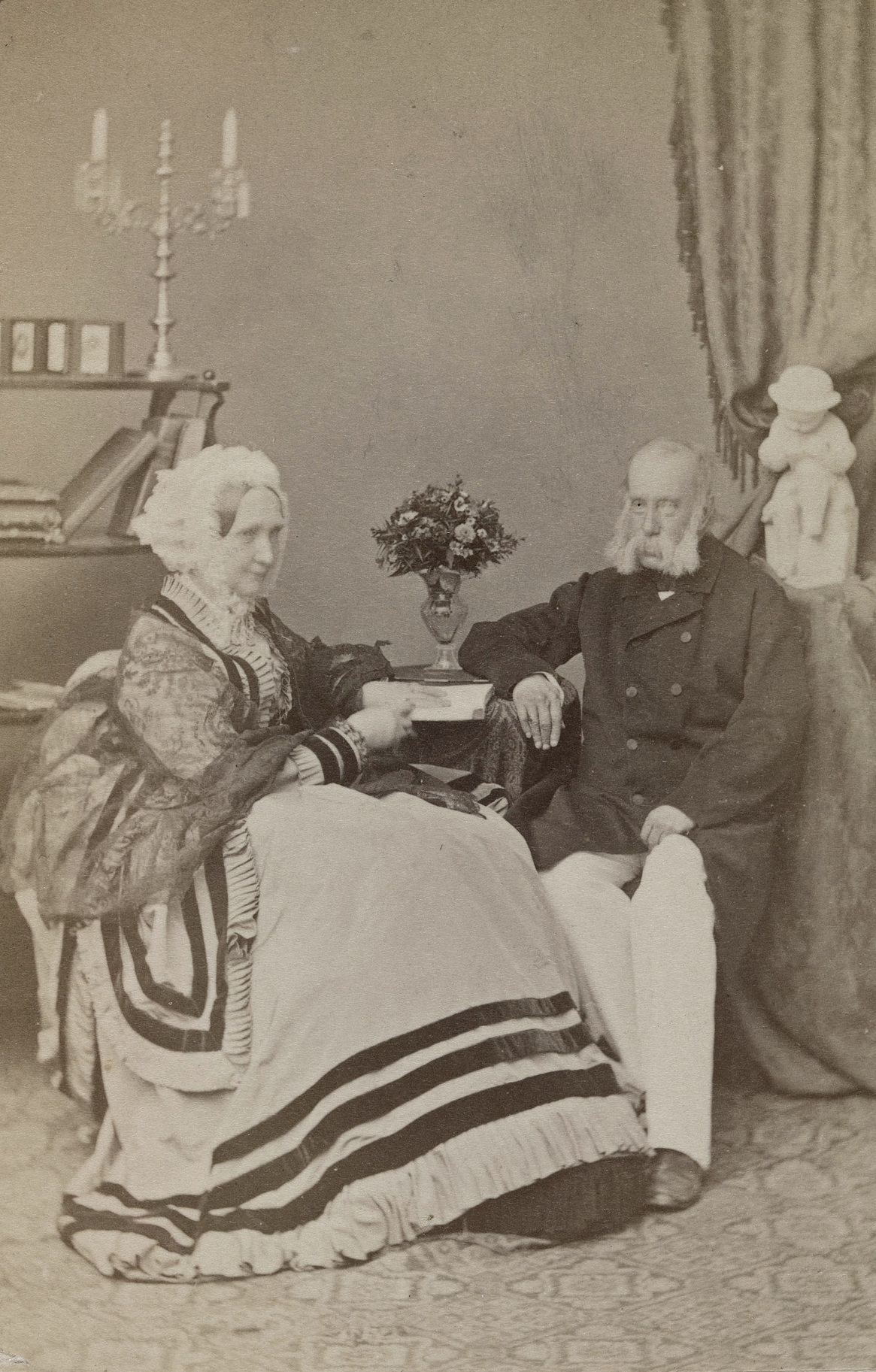
Staří manželé František Karel a Žofie

## Potomci
- František Josef I. (18. srpna 1830 – 21. listopadu 1916), v letech 1848–1916 rakouský císař, král uherský, král český apod. ⚭ 1854 Alžběta Bavorská (24. prosince 1837 – 10. září 1898)
- Ferdinand Maxmilián (6. července 1832 – 19. června 1867), rakouský arcivévoda, mexický císař v letech 1864–1867, ⚭ 1857 Charlotta Belgická (7. června 1840 – 19. ledna 1927)
- Karel Ludvík (30. července 1833 – 19. května 1896), rakouský arcivévoda
⚭ 1856 Markéta Saská (24. května 1840 – 15. září 1858)
⚭ 1862 Marie Anunciáta Bourbonsko-Sicilská (24. března 1843 – 4. května 1871)
⚭ 1873 Marie Tereza Portugalská (24. srpna 1855 – 12. února 1944)

- Marie Anna (27. října 1835 – 5. února 1840), rakouská arcivévodkyně, zemřela v pěti letech ve Vídni na epileptický záchvat
- Syn (*/† 24. říjen 1840)
- Ludvík Viktor (15. května 1842 – 18. ledna 1919), rakouský arcivévoda, svobodný a bezdětný

## Vývod z předků
|                                        |                                     |  |                    |                                             |  |  |  |  |  |  |  | Leopold Josef Lotrinský |
|                                        |                                     |  |                    |                                             |  |  |  |  |  |  |  |                         |
|                                        | František I. Štěpán Lotrinský       |  |                    |                                             |  |  |  |  |  |  |  |                         |
|                                        |                                     |  |                    |                                             |  |  |  |  |  |  |  |                         |
|                                        |                                     |  |                    | Alžběta Charlotta Orléanská                 |  |  |  |  |  |  |  |                         |
|                                        |                                     |  |                    |                                             |  |  |  |  |  |  |  |                         |
|                                        | Leopold II.                         |  |                    |                                             |  |  |  |  |  |  |  |                         |
|                                        |                                     |  |                    |                                             |  |  |  |  |  |  |  |                         |
|                                        |                                     |  |                    | Karel VI.                                   |  |  |  |  |  |  |  |                         |
|                                        |                                     |  |                    |                                             |  |  |  |  |  |  |  |                         |
|                                        | Marie Terezie                       |  |                    |                                             |  |  |  |  |  |  |  |                         |
|                                        |                                     |  |                    |                                             |  |  |  |  |  |  |  |                         |
|                                        |                                     |  |                    | Alžběta Kristýna Brunšvicko-Wolfenbüttelská |  |  |  |  |  |  |  |                         |
|                                        |                                     |  |                    |                                             |  |  |  |  |  |  |  |                         |
|                                        | František I. Rakouský               |  |                    |                                             |  |  |  |  |  |  |  |                         |
|                                        |                                     |  |                    |                                             |  |  |  |  |  |  |  |                         |
|                                        |                                     |  |                    | Filip V. Španělský                          |  |  |  |  |  |  |  |                         |
|                                        |                                     |  |                    |                                             |  |  |  |  |  |  |  |                         |
|                                        | Karel III. Španělský                |  |                    |                                             |  |  |  |  |  |  |  |                         |
|                                        |                                     |  |                    |                                             |  |  |  |  |  |  |  |                         |
|                                        |                                     |  |                    | Isabela Farnese                             |  |  |  |  |  |  |  |                         |
|                                        |                                     |  |                    |                                             |  |  |  |  |  |  |  |                         |
|                                        | Marie Ludovika Španělská            |  |                    |                                             |  |  |  |  |  |  |  |                         |
|                                        |                                     |  |                    |                                             |  |  |  |  |  |  |  |                         |
|                                        |                                     |  |                    | August III. Polský                          |  |  |  |  |  |  |  |                         |
|                                        |                                     |  |                    |                                             |  |  |  |  |  |  |  |                         |
|                                        | Marie Amálie Saská                  |  |                    |                                             |  |  |  |  |  |  |  |                         |
|                                        |                                     |  |                    |                                             |  |  |  |  |  |  |  |                         |
|                                        |                                     |  |                    | Marie Josefa Habsburská                     |  |  |  |  |  |  |  |                         |
|                                        |                                     |  |                    |                                             |  |  |  |  |  |  |  |                         |
| 'František Karel Habsbursko-Lotrinský' |                                     |  |                    |                                             |  |  |  |  |  |  |  |                         |
|                                        |                                     |  |                    |                                             |  |  |  |  |  |  |  |                         |
|                                        |                                     |  | Filip V. Španělský |                                             |  |  |  |  |  |  |  |                         |
|                                        |                                     |  |                    |                                             |  |  |  |  |  |  |  |                         |
|                                        | Karel III. Španělský                |  |                    |                                             |  |  |  |  |  |  |  |                         |
|                                        |                                     |  |                    |                                             |  |  |  |  |  |  |  |                         |
|                                        |                                     |  |                    | Alžběta Parmská                             |  |  |  |  |  |  |  |                         |
|                                        |                                     |  |                    |                                             |  |  |  |  |  |  |  |                         |
|                                        | Ferdinand I. Neapolsko-Sicilský     |  |                    |                                             |  |  |  |  |  |  |  |                         |
|                                        |                                     |  |                    |                                             |  |  |  |  |  |  |  |                         |
|                                        |                                     |  |                    | August III. Polský                          |  |  |  |  |  |  |  |                         |
|                                        |                                     |  |                    |                                             |  |  |  |  |  |  |  |                         |
|                                        | Marie Amálie Saská                  |  |                    |                                             |  |  |  |  |  |  |  |                         |
|                                        |                                     |  |                    |                                             |  |  |  |  |  |  |  |                         |
|                                        |                                     |  |                    | Marie Josefa Habsburská                     |  |  |  |  |  |  |  |                         |
|                                        |                                     |  |                    |                                             |  |  |  |  |  |  |  |                         |
|                                        | Marie Tereza Neapolsko-Sicilská     |  |                    |                                             |  |  |  |  |  |  |  |                         |
|                                        |                                     |  |                    |                                             |  |  |  |  |  |  |  |                         |
|                                        |                                     |  |                    | Leopold Josef Lotrinský                     |  |  |  |  |  |  |  |                         |
|                                        |                                     |  |                    |                                             |  |  |  |  |  |  |  |                         |
|                                        | František I. Štěpán Lotrinský       |  |                    |                                             |  |  |  |  |  |  |  |                         |
|                                        |                                     |  |                    |                                             |  |  |  |  |  |  |  |                         |
|                                        |                                     |  |                    | Alžběta Charlotta Orléanská                 |  |  |  |  |  |  |  |                         |
|                                        |                                     |  |                    |                                             |  |  |  |  |  |  |  |                         |
|                                        | Marie Karolína Habsbursko-Lotrinská |  |                    |                                             |  |  |  |  |  |  |  |                         |
|                                        |                                     |  |                    |                                             |  |  |  |  |  |  |  |                         |
|                                        |                                     |  |                    | Karel VI.                                   |  |  |  |  |  |  |  |                         |
|                                        |                                     |  |                    |                                             |  |  |  |  |  |  |  |                         |
|                                        | Marie Terezie                       |  |                    |                                             |  |  |  |  |  |  |  |                         |
|                                        |                                     |  |                    |                                             |  |  |  |  |  |  |  |                         |
|                                        |                                     |  |                    | Alžběta Kristýna Brunšvicko-Wolfenbüttelská |  |  |  |  |  |  |  |                         |
|                                        |                                     |  |                    |                                             |  |  |  |  |  |  |  |                         |